# حومه‌نشین‌ها
حومه‌نشین‌ها (به انگلیسی: The 'Burbs) فیلمی محصول سال ۱۹۸۹ و به کارگردانی جو دانته است. در این فیلم بازیگرانی همچون تام هنکس، بروس درن، کری فیشر، ریک دوکومن، کوری فلدمن، وندی شال، هنری گیبسون، کورتنی گینس، گیل گوردون، دیک میلر، رابرت پیکاردو، فرانکلین آجی، رنس هاوارد، نیکی کت، کوین گیج، پاتریکا داربو ایفای نقش کرده‌اند.